# ستيوارت سلاتر
ستيوارت سلاتر (بالإنجليزية: Stuart Slater)‏ (27 مارس 1969 في المملكة المتحدة - ) هو لاعب كرة قدم بريطاني في مركز الهجوم. شارك مع منتخب إنجلترا تحت 21 سنة لكرة القدم ومنتخب إنجلترا لكرة القدم الرديف. أما مع النوادي، فقد لعب مع إيبسويتش تاون وفوريست غرين وليستر سيتي ونادي آبريستويث تاون ونادي سلتيك ونادي واتفورد ووست هام يونايتد وCarlton SC ‏ وWeston-super-Mare A.F.C. ‏ وويفنهو تاون ‏.

## وصلات خارجية
- ستيوارت سلاتر على موقع قاعدة بيانات كرة القدم.إي يو (الإنجليزية)
- ستيوارت سلاتر على موقع Soccerbase.com (لاعب) (الإنجليزية)
- ستيوارت سلاتر على موقع عالم كرة القدم.نت (الإنجليزية)